# Hyegwan
Hyegwan, ou Ekan (japonais : 慧灌) est un prêtre bouddhiste d'origine coréenne (royaume de Koguryo), arrivé au Japon vers 625, durant la période Asuka. Il est connu pour avoir introduit l'école bouddhiste chinoise du Sanron (« Trois Traités ») dans ce pays.

## Biographie
Ekan étudia le Sanron auprès du maître chinois Jizang. En 625 (33e année de l'impératrice Suiko), le roi de Koguryo l'aurait envoyé au Japon où il propagea le Sanron. Par décret impérial, il résida au temple du Gangō-ji.
Selon Bunyiu Nanjio, Hyegwan aurait donné une fois une conférence sur les Trois Traités comme prières pour obtenir la pluie, et l'opération aurait couronnée de succès, à la suite de quoi il fut alors élevé au titre de Sôjô (plus haut rang du premier degré de la prélature).
Toutefois, selon le moine et historien Gyônen (1240-1321), Hyegwan n'a pas donné d'enseignement sur le Sanron, et il ne serait pas à l'origine de la tradition japonaise de l'école, bien qu'il ait « tenu le jade » (c'est-à-dire possédé la connaissance des enseignements).

## Source
- Fumihiko Sueki (末木文美士), « The Sanron School in Japan: A Study of a Chapter of Gyōnen's Sangoku Buppō Denzū Engi » (「三國佛法傅通縁起」日本三論宗章研究), The Memoirs of the Institute of Oriental Culture (東洋文化研究所紀要), No 99, 1986-02, p.71-151.